# Dera (Éthiopie)
Pour les articles homonymes, voir Dera.
Dera est une ville du centre de l'Éthiopie située dans la zone Arsi de la région Oromia. Elle est le centre administratif du woreda Dodota.
Située au bord de la vallée du Grand Rift à proximité de l'Awash, Dera est desservie principalement par la route Adama-Assella, une trentaine de kilomètres au sud d'Adama, à près de 1 700 m d'altitude.
Elle compte 14 786 habitants au recensement national de 2007.